# Trận Kolubara
Trận Kolubara (Tiếng Đức: Schlacht an der Kolubara, Tiếng Serbia: Kolubarska bitka, Колубарска битка) là trận đánh diễn ra giữa Đế quốc Áo-Hung và Serbia vào tháng 11 và tháng 12 năm 1914 tại mặt trận Serbia trong Chiến tranh thế giới thứ nhất. Trận đánh mở màn vào ngày 16 tháng 11 khi quân Áo-Hung do Đại tướng Oskar Potiorek chỉ huy mở đợt tấn công lần thứ ba vào Serbia trong năm 1914 và đến được sông Kolubara sau khi đã chiếm được thị trấn Valjevo có vị trí chiến lược, buộc quân Serbia phải rút lui. Lính Serbia rút khỏi thủ đô Beograd và để cho quân Áo-Hung chiếm thành phố này vào ngày 29 và 30 tháng 11. Ngày 2 tháng 12, quân Serbia mở cuộc phản công trên toàn bộ các mặt trận trong sự bất ngờ hoàn toàn của Áo-Hung và do đó sau sáu ngày đã gây thương vong nặng nề cho quân Áo-Hung, chiếm lại được Valjevo và Užice và dồn quân Áo-Hung co cụm về trung tâm Beograd. Chỉ huy trưởng Tập đoàn quân số 5 Áo-Hung Liborius Ritter von Frank báo cáo với Potiorek rằng quân Áo-Hung không thể trụ lại lâu ở Beograd và kết quả là đến ngày 14 và 15 tháng 12, quân Áo-Hung bỏ Beograd và rút lui về nước và quân Serbia tái chiếm lại thủ đô của mình vào ngày hôm sau.
Kết thúc trận đánh cả Áo-Hung và Serbia đều chịu tổn thất nặng nề với mỗi bên có hơn 20.000 quân tử trận tuy nhiên chiến thắng đã thuộc về Serbia khi mà Áo-Hung không đạt được mục đích loại Serbia ra khỏi vòng chiến sau khi kết thúc năm 1914. Ngày 22 tháng 12, cả Potiorek và von Frank đều bị cách chức và hai tập đoàn quân số 5 và 6 của Áo-Hung được hợp nhất lại thành Tập đoàn quân số 5 với quân số 95.000 quân.

## Bối cảnh

### Chiến tranh thế giới thứ nhất bùng nổ
Nguyên nhân trực tiếp dẫn đến việc Đế quốc Áo-Hung tuyên chiến với Serbia cũng như của Chiến tranh thế giới thứ nhất là vụ ám sát thái tử Áo-Hung Franz Ferdinand tại Sarajevo, Bosna. Ngày 28 tháng 6 năm 1914, khi thái tử Franz Ferdinan bị một số thành viên của Tổ chức Bàn tay đen thực hiện kế hoạch ám sát tại Sarajevo. Áo-Hung đã gửi tối hậu thư cho Serbia vào ngày 23 tháng 7 với nghi ngờ Beograd lên kế hoạch cho cuộc ám sát. Tối 25 tháng 7, Serbia gửi tối hậu thư đến đại sứ Áo-Hung quyết tâm hòa giải cuộc xung đột nhưng Áo-Hung vẫn không chấp thuận và tuyên bố cắt đứt quan hệ ngoại giao với Serbia. Ngày 28 tháng 7 năm 1914, Áo-Hung tuyên chiến với Serbia và trong cùng ngày hôm đó người Serbia đã phá hủy toàn bộ các cây cầu bắc qua sông Sava và Danube để ngăn việc Áo-Hung sử dụng chúng để tấn công nước này. Một ngày sau đó, Beograd bị pháo kích, Chiến tranh thế giới thứ nhất chính thức bùng nổ.
Chiến sự tại khu vực Đông Âu của Chiến tranh thế giới thứ nhất cũng bắt đầu từ cuộc tấn công Serbia của Đế quốc Áo-Hung vào đầu tháng 8 năm 1914. Quân số Áo-Hung tham gia tấn công Serbia chỉ vào khoảng 200.000 quân so với ước tính 308.000 quân ban đầu, do phần lớn Tập đoàn quân số 2 của Áo-Hung đã phải đưa sang mặt trận Ba Lan đối đầu với Nga. Bốn mươi phần trăm (40%) lực lượng trên là người Nam Slavơ sinh sống trên lãnh thổ Áo-Hung. Điểm mạnh của quân đội Áo-Hung là có nhiều súng trường hiện đại và có số súng máy và pháo gấp đôi quân đội Serbia, bên cạnh đó có nhiều đạn dược hơn và khả năng vận tải tốt hơn. Cơ sở hạ tầng công nghiệp của Áo-Hung cũng cao hơn Serbia.
Trong khi đó, phía Serbia nếu tổng động viên đầy đủ sẽ có 450.000 quân. Lực lượng chính đối đầu với Áo-Hung là bốn tập đoàn quân 1, 2, 3 và Užice, tổng quân số 180.000 người. Quân đội Serbia cũng chỉ đang trong quá trình hồi phục sau Các cuộc chiến tranh Balkan, cuộc chiến đã cướp đi sinh mạng 36.000 lính Serbia và 55.000 người khác bị thương nặng, bằng cách tuyển quân từ các vùng đất mới chiếm được. Về vũ khí, quân đội nước này thiếu hụt về pháo và đang trong giai đoạn bổ sung đạn dược. Lính Serbia cũng thiếu cả các trang bị cơ bản, nhiều lính mới tuyển mộ thậm chí không được trang bị giày và nhiều đơn vị không có đồng phục trừ áo choàng tiêu chuẩn và mũ truyền thống Serbia gọi là šajkača. Súng trường cũng trong tình trạng thiếu hụt với ước tính khi quân đội Serbia được tổng động viên toàn bộ, có khoảng 50.000 lính Serbia sẽ không được trang bị gì cả. Đó là chưa kể một bộ phận quân đội nước này còn phải được sử dụng cho nhiệm vụ chống các cuộc nổi dậy của người Albania và mối đe dọa từ Bulgaria. Lợi thế của Serbia so với Áo-Hung là nhiều người lính thuộc quân đội nước này là cựu binh trong Các cuộc chiến tranh Balkan nên có nhiều kinh nghiệm chiến đấu và được huấn luyện tốt hơn. Tinh thần người lính Serbia cũng cao hơn, bù đắp cho sự thiếu hụt về vũ khí so với đối phương.
Tổng chỉ huy các lực lượng Áo-Hung tham gia tấn công Serbia là Đại tướng Oskar Potiorek, người đã không thể bảo vệ được cho Thái tử Franz Ferdinand trong sự kiện ám sát tại Sarajevo. Quân đội Serbia được đặt dưới sự chỉ huy trên danh nghĩa của Thái tử Alexander, còn trên thực tế là Tổng tham mưu trưởng, Thống chế Radomir Putnik, người đã có kinh nghiệm lãnh đạo quân đội nước này trong cuộc chiến tranh Balkan. Các Đại tướng Petar Bojović, Stepa Stepanović và Pavle Jurišić Šturm lần lượt là chỉ huy trưởng ba tập đoàn quân 1, 2 và 3 của Serbia.

### Trận Cer và Trận Drina
Vào tháng 8 năm 1914, cuộc tấn công đầu tiên của Đế quốc Áo-Hung vào lãnh thổ Serbia đã hoàn toàn bị đánh bại sau trận Cer, chiến thắng đầu tiên của khối quân sự phe Hiệp ước trước phe Liên minh trung tâm trong Chiến tranh thế giới thứ nhất. Thất bại này là một sự sỉ nhục với cá nhân Potiorek, người mà trước khi trận đánh diễn ra đã dự đoán Áo-Hung sẽ dễ dàng đánh bại Serbia và gọi lính Serbia là "những kẻ chăn lợn." Mặc dù vậy, ông vẫn tiếp tục được giao nhiệm vụ sẽ mở một cuộc tấn công mới vào Serbia trong tháng 9 với sự răn đe "không được phép để có bất kỳ rủi ro nào có thể dẫn đến thất bại lần nữa." Trong khi đó về phía Serbia, nước này chịu áp lực của Nga phải cầm chân càng nhiều càng tốt lính Áo-Hung tại Balkan nên quân đội Serbia có sự trợ giúp của du kích quân Chetnik đã tràn vào Bosnia vào tháng 9 nhưng đã bị đẩy lùi sau một tháng giao tranh (đây gọi là Trận Drina). Tướng Bojović bị thương trong trận này nên tướng Živojin Mišić đã thay thế ông trở thành chỉ huy trưởng Tập đoàn quân số 1 Serbia.

### Kế hoạch tấn công Serbia lần thứ ba của Áo-Hung
Armeeoberkommando (Bộ tư lệnh quân đội Áo-Hung - AOK) biết rằng một khi Serbia chưa bị đánh bại, nước này sẽ là "cái nêm" chèn vào giữa các nước Liên minh Trung tâm, cụ thể khiến cho tuyến đường sắt Berlin–Baghdad nối liền Đức và Thổ Nhĩ Kỳ không thể hoàn thành. AOK cũng nhận định một khi Serbia bị tiêu diệt, các quốc gia đang tuyên bố trung lập như Bulgaria, România và Hy Lạp sẽ tham gia cuộc chiến về phe Liên minh Trung tâm và điều này cũng ngăn không cho Ý mở mặt trận khác chống lại Áo-Hung. Tuy nhiên AOK vẫn do dự trong việc tấn công Serbia lần thứ ba.
Tháng 9 năm 1914, lính Áo-Hung phát hiện một bản đồ tại một hiệu sách đã bị bỏ hoang tại Semlin mang tựa đề "Sự phân chia mới lại châu Âu". Bản đồ này có nguồn gốc từ một tờ báo Nga và được bán một cách rộng rãi tại Serbia mô tả đường biên giới châu Âu sau chiến tranh: Đức sẽ bị chia làm liên bang miền bắc và miền nam còn Đế quốc Áo-Hung sẽ bị xóa sổ, phần phía đông đưa lại cho Nga, România, người Séc và người Hungary còn phần phía nam sẽ được chia giữa Serbia và Ý. Trước nguy cơ tan rã của Đế quốc Áo-Hung, đích thân Hoàng đế Áo-Hung Franz Joseph đã cho phép tấn công Serbia lần thứ ba vào đầu tháng 10 năm 1914.
Sau khi đẩy lùi quân đội Serbia ra khỏi Bosnia vào tháng 9, quân đội Áo-Hung bắt đầu tái tổ chức lại chuẩn bị cho cuộc tấn công mới vào Serbia trước mùa đông. Potiorek một lần nữa được bổ nhiệm làm tổng tư lệnh toàn bộ lực lượng Áo-Hung và trực tiếp chỉ huy Tập đoàn quân số 6 còn tướng Liborius Ritter von Frank được giao chỉ huy Tập đoàn quân số 5. Tổng quân số Áo-Hung là 450.000 quân, so với 400.000 quân của Serbia. Vào giữa tháng 10, Áo-Hung tung ra một cuộc tấn công vào hướng tây bắc Serbia và Potiorek một lần nữa thể hiện sự tự tin. "Các bạn, những người lính của Tập đoàn quân số 5 và 6, Mục tiêu của chúng ta trong cuộc chiến này đã gần đạt được – kẻ thù sắp bị đánh bại hoàn toàn. Chiến dịch ba tháng của chúng ta đã đi đến hồi kết – điều duy nhất còn phải làm bây giờ là đập tan sự kháng cự cuối cùng của kẻ thù trước mùa đông năm nay."
Potiorek dự tính hai mũi tấn công vào phía bắc và phía tây Serbia; Tập đoàn quân số 5 sẽ chiếm Valjevo và hướng đến sông Kolubara từ phía bắc trong khi Tập đoàn quân số 6 lấy cao nguyên Jagodnja làm bàn đạp sẽ đánh vào sườn các đơn vị Serbia tại Kolubara từ phía nam. Mục tiêu chính của Potierek là thành phố Niš ở đông nam Serbia; Niš đã trở thành thủ đô thời chiến của Serbia từ tháng 7 năm 1914 và là một trung tâm quan trọng cho quân sự về mặt giao thông, đồng thời còn là nơi trung chuyển đạn pháo sản xuất được của nhà máy đặt tại Kragujevac gần đó. Đánh chiếm được Niš đồng nghĩa với việc Áo-Hung chia cắt được quân đội Serbia thành hai phần.
Về phía Serbia, quân đội nước này cũng đã kiệt sức và mất tinh thần.[a] Ngày 27 tháng 10 năm 1914, chỉ huy trưởng Tập đoàn quân số 2 Serbia Stepanović gửi điện tín cho Putnik than phiền rằng tập đoàn quân của ông không có đủ đạn pháo để phòng thủ lại quân Áo-Hung và ông xin được từ chức chỉ huy trưởng[b]; Putnik từ chối lời lời đề nghị này và lệnh cho toàn bộ các đơn vị Serbia phải ra sức kháng cự quân Áo càng lâu càng tốt trước khi rút lui. Chiến lược này tỏ ra hiệu quả trong giai đoạn mùa hè nhưng mưa lớn và liên tục vào tháng 9 và đầu tháng 10 khiến cho đường sá ở Serbia trở nên lầy lội, toàn bộ các thung lũng tại vùng tây bắc Serbia đều bị ngập nước nên việc chuyển quân, vũ khí và tiếp vận trở nên cực kỳ khó khăn. Dù vậy, đây cũng là ưu thế của Serbia khi thống chế Putnik đã nói với cố vấn thân cận nhất của mình: "Toàn bộ chiến lược của tôi cốt yếu ở chỗ là đặt "thứ bùn đặc sản của Serbia" vào giữa chiến tuyến và tuyến tiếp vận của kẻ thù."
Potiorek nhận ra được tình hình khó khăn mà quân đội Serbia đang phải gánh chịu nên tin tưởng cuộc tấn công lần này sẽ đưa ông đến một thắng lợi quyết định. Tại Vienna và Sarajevo, các quan chức Áo-Hung đã bắt đầu bàn về việc chiếm đóng và phân chia Serbia, biến nhiều vùng lãnh thổ nước này thành "món quà" để lôi kéo các nước trung lập Balkan tham gia phe Liên minh Trung tâm, cụ thể là đưa vùng Timočka Krajina cho România và vùng Macedonia, đông nam Serbia cho Bulgaria. Áo-Hung dự tính sáp nhập toàn bộ khu vực phía tây sông Morava, bao gồm các thành phố Scutari (Shkodër) và Durazzo (Durrës) phía bắc Albania. Người Serbia sinh sống tại phía tây Morava sẽ bị trục xuất và người Áo sẽ đến thế chỗ. Ludwig Thallóczy, một quan chức trong Bộ Tài chính Áo-Hung đề nghị "Tây Âu hóa mạnh mẽ người Serbia" một cách nhanh chóng sau khi chiếm được Serbia.

### Cuộc tấn công Serbia lần thứ ba và thắng lợi bước đầu của Áo-Hung

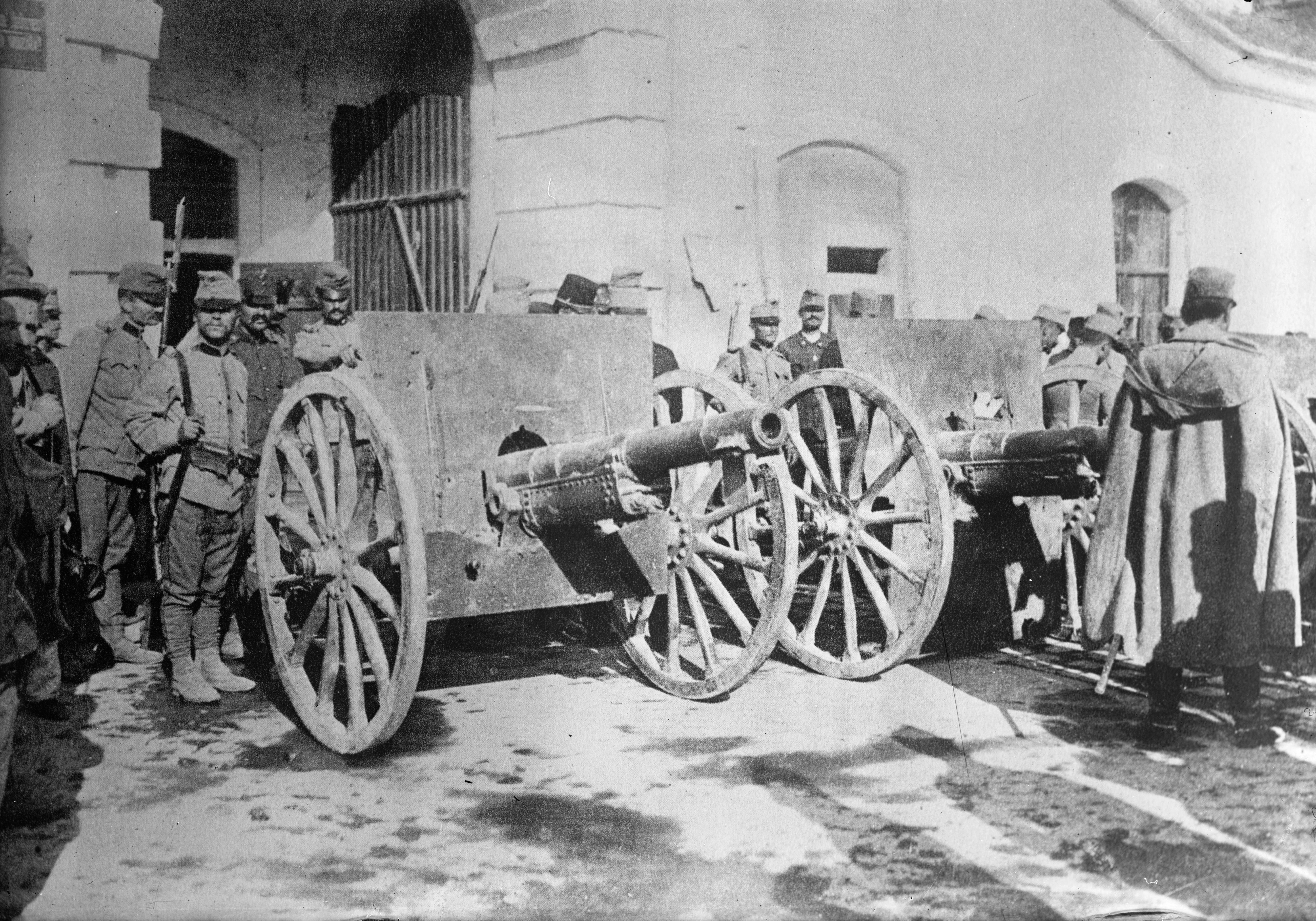
Lính Áo-Hung đứng bên cạnh những khẩu pháo chiếm được của Serbia.

Ngày 31 tháng 10, tập đoàn quân số 5 Áo-Hung tràn xuống khu vực giữa hai sông Sava và Drina trong khi tập đoàn quân số 6 đi về phía tây vượt sông Drina đến vùng cao nguyên Jagodnja. Cuộc tấn công lần thứ ba của Áo-Hung vào Serbia bắt đầu từ ngày 6 tháng 11 năm 1914 với hỏa lực pháo binh bắn phá hàng loạt các thị trấn dọc theo biên giới. Ngày 7 tháng 11, hai tập đoàn quân này vượt sông Drina. Quân Serbia mặc dù bị áp đảo về quân số và thiếu hụt đạn dược đã chống trả kịch liệt nhưng sau cùng cũng buộc phải có sự rút lui chiến lược để bảo toàn lực lượng. Tập đoàn quân số 3 Serbia rút về con đường dẫn đến sông Jadar để chặn đà tiến quân của Áo-Hung đến Valjevo, còn Tập đoàn quân số 1 rút về phía nam vào sâu trong nội địa còn Tập đoàn quân Užice thì cố ngăn quân Áo-Hung vượt sông Drina.
Ngày 8 tháng 11, quân Áo-Hung tấn công Tập đoàn quân số 2 Serbia gần núi Cer và tiến sâu vào sau tuyến đầu của Serbia được 1,6 km, sau đó đào hào dưới chân núi. Tập đoàn quân số 2 được lệnh cầm chân quân Áo-Hung càng lâu càng tốt và khi tình thế trở nên xấu đi sẽ rút về bờ hữu sông Dobrava để giữ con đường đến Valjevo. Ở những nơi khác, quân Áo-Hung khoét vào khoảng trống giữa hai tập đoàn quân số 1 và 3 của Serbia và buộc quân Serbian phải rút lui. Cuối ngày hôm đó, chính phủ Serbia đã phải có cuộc họp với Bộ chỉ huy Tối cao liên quan đến việc tình hình chiến sự đang ngày càng xấu đi. Thống chế Putnik nhấn mạnh điều quan trọng là quân đội Serbia phải giữ được Kolubara và các thị trấn lân cận và trong trường hợp không làm được điều đó, Serbia nên thiết lập một nền hòa bình riêng rẽ với Áo-Hung. Tuy nhiên thủ tướng Serbia Nikola Pašić đã bác bỏ phương án này và thúc giục quân đội Serbia phải kháng cự mạnh mẽ hơn nữa. Pašić dọa từ chức nếu Serbia phải đàm phán hòa bình với Áo-Hung. Cuộc họp chấm dứt khi cả chính phủ lẫn Bộ chỉ huy Tối cao Serbia đều đồng ý sẽ tiếp tục chiến đấu.
Thống chế Putnik chỉ ra rằng tuyến tiếp vận của Áo-Hung sẽ bị kéo dài quá mức khi quân đội Áo-Hung ngày càng đi sâu vào lãnh thổ Serbia trong khi Serbia vẫn còn giữ được các tuyến đường sắt ở trong nội địa nước này. Ngày 10 tháng 11, từ Jadar, ông đưa ra một lệnh rút lui, cụ thể là rút Tập đoàn quân số 2 về Ub và tái bố trí hai tập đoàn quân số 1 và số 3 tại phía bắc và phía tây Valjevo. Trong khi đó, Tập đoàn quân Užice được giao nhiệm vụ bảo vệ thị trấn mà tập đoàn quân này mang tên. Quân Áo-Hung gây áp lực quyết giành được tuyến đường sắt Obrenovac–Valjevo và phải mất nhiều thời thời gian trước sự kháng cự của Serbia. Trong điều kiện bùn lầy của các con đường tại Serbia, quân Áo-Hung vẫn đưa được pháo hạng nặng vào chiến trường là điều hoàn toàn nằm ngoài khả năng dự đoán Putnik. Pháo binh Áo-Hung nhanh chóng pháo kích vào các vị trí của quân Serbia bên kia sông Drina gây thương vong lớn. Tinh thần lính Serbia vốn đã giảm sút do thiếu quần áo ấm và đạn dược cũng như kiệt lực do rút lui ngày càng sâu vào nội địa giờ đây càng tồi tệ hơn nữa. Putnik giờ đây nhận ra rằng mình phải tập hợp lại quân đội Serbia mới mong có thể kháng cự hiệu quả quân Áo-Hung. Ông ra lệnh bỏ thành phố Valjevo và quân Serbia rút về cố thủ tại sông Kolubara. Trên đường triệt thoái, lính Serbia phải phá hủy toàn bộ các cây cầu và đường dây điện thoại để không rơi vào tay quân Áo-Hung, cũng như để tăng tốc độ của cuộc triệt thoái, hầu hết vũ khí hạng nặng đã phải bị bỏ lại. Trước tình hình ngày càng nguy ngập và lính Serbia thiếu trầm trọng pháo, đạn dược cũng như hàng tiếp liệu, thủ tướng Pašić đã phải cầu xin sự giúp đỡ của khối Hiệp ước bằng cách gửi điện tín cho các nhân viên ngoại giao của Serbia ở nước ngoài. Nga và Vương quốc Anh bày tỏ sự thông cảm nhưng không giúp đỡ, riêng có Pháp cung cấp cho Serbia đạn dược và hàng tiếp liệu.
Ăn mừng lớn đã diễn ra ở Vienna khi lính Áo-Hung tiến vào Valjevo ngày 15 tháng 11. Việc chiếm được Valjevo khiến cho Áo-Hung tin rằng Serbia đã gần bị đánh bại. Hoàng đế Franz Joseph khen ngợi Potiorek vì chiến tích đánh chiếm thị trấn này, và nhiều thành phố của đế quốc đã phong Potiorek làm công dân danh dự và thậm chí ở Sarajevo còn có con đường mang tên ông. ặc dù đã suy yếu, quân đội Serbia cũng nắm giữ những lợi thế nhất định. Chiến thuật "vườn không nhà trống" mà người Serbia áp dụng trong khi rút lui khiến cho việc tiến quân của Áo-Hung gặp nhiều khó khăn. Quân lính Serbia đã kiệt sức nhưng các vị trí phòng thủ của họ quanh Kolubara đã được chuẩn bị từ nhiều tháng trước đó. Kế hoạch rút lui đúng lúc của Putnik cũng làm giảm thiểu thương vong cho quân đội Serbia. Sau cùng, điều kiện địa lý tại vùng tây bắc Serbia thuận lợi cho phòng thủ hơn là tấn công khi quân tấn công không thể lợi dụng bất kỳ yếu tố gì để giấu mình và các dòng sông được bao quanh bởi địa hình đồi núi. Vào tháng 10, quân Serbia củng cố vị trí phòng thủ tại các dãy núi Jeljak và Maljen để chờ đón quân Áo-Hung, vị trí mà từ đó họ có thể kiểm soát toàn bộ các con đường đến thành phố Kragujevac. Đường vào thành phố Niš, thủ đô thời chiến của Serbia, cũng được tăng cường phòng thủ. Đối đầu với các vị trí phòng thủ được bố phòng tốt cộng với điều kiện địa hình di chuyển khó khăn khiến cho quân Áo-Hung không còn cách nào khác phải hành quân một cách cực nhọc qua các vùng quê Serbia trong tình trạng không có hệ thống thông tin liên lạc.

## Diễn biến

### Ngày 16 đến ngày 26 tháng 11 năm 1914

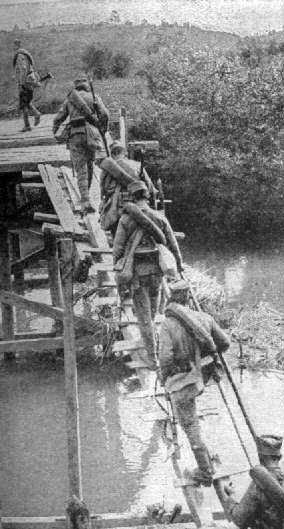
Lính Serbia đang vượt sông Kolubara trong Trận Kolubara.

Quân Áo-Hung tiến đến Kolubara vào ngày 16 tháng 11 và mở cuộc tấn công vào các vị trí phòng thủ của quân Serbia vào ngày hôm sau. Chiến sự diễn ra ác liệt trong suốt năm ngày sau đó trong điều kiện mưa to và có cả tuyết rơi. Cả hai bên đều chịu thương vong nặng nề và nhiều quân lính bị chứng thương tổn do lạnh giá và chứng hạ thân nhiệt.
Áo-Hung còn mở một cuộc tấn công khác vào Lazarevac, một thị trấn có vị trí chiến lược nằm ngay phía nam Beograd mà nếu chiếm được sẽ sử dụng được tuyến đường sắt Mladenovac để đánh vào cạnh sườn quân phòng thủ Beograd. Xa hơn về hướng nam, quân Áo-Hung tấn công Tập đoàn quân số 1 và mắc sai lầm tấn công vào sườn phải được phòng thủ tốt hơn nên không tiến lên được. Sử gia David Jordan viết rằng nếu quân Áo-Hung tấn công vào nơi giao nhau giữa Tập đoàn quân số 1 và Tập đoàn quân Užice thì đã có thể chia tách trung quân Serbia và tiến thẳng đến sông Morava mà không gặp kháng cự. Tập đoàn quân số 1 Serbia nhận thấy việc có thể cầm cự các cuộc tấn công sắp đến trở nên khó hơn và nhanh chóng củng cố sườn trái của mình.
Trong đêm ngày 18 tháng 11, lính Áo-Hung di chuyển vào vị trí để có thể mở cuộc tấn công nữa vào sáng hôm sau, với mục tiêu chính là phá vỡ tuyến phòng thủ của Tập đoàn quân số 2 Serbia đang tập trung chủ yếu quanh Lazarevac và đẩy lùi Tập đoàn quân số 1 Serbia về Gornji Milanovac. Áo-Hung đồng thời cũng tấn công các vị trí quanh làng Čovka và Vrače Brdo đang đe dọa cánh sườn của họ. Lính Áo-Hung có được thế đứng vững chắc tại Vrače Brdo đêm ngày 19 tháng 11 và sau đó chiếm được cao điểm từ tay quân Serbia ở vị trí xa hơn về phía nam. Tập đoàn quân số 1 Serbia buộc phải rút lui vào ngày sau đó, cho phép quân Áo-Hung tiến theo trục đường chính đến Kragujevac. Potiorek tin rằng Putnik có vẻ đang muốn dụ quân Áo-Hung tiến sâu vào lãnh thổ Serbia để sau đó bao vây và tấn công cạnh sườn nhưng ông đã tính toán chính xác rằng quân đội Serbia không đủ sức để tiến hành một cuộc tấn công kiểu như vậy.
Áo-Hung tiếp tục tấn công Tập đoàn quân số 1 Serbia vào ngày 21 tháng 11 và buộc quân Serbia phải rút lui sau nhiều trận giao tranh. Lính Áo-Hung sau đó tiến về hướng núi Maljen và chiếm được nơi này sau ba ngày.Lính Serbia buộc phải rút lui và nhờ Potiorek không cho truy kích mà cuộc rút lui diễn ra trong trật tự. Tuy có đạt được những kết quả khả quan nhưng thương vong quá cao cộng với cường độ chiến sự và địa hình hiểm trợ khiến cho lính Áo-Hung cũng kiệt sức. Trong khi Tập đoàn quân số 1 Serbia rút lui thì Tập đoàn quân số 2 và số 3 vẫn chống cự ác liệt. Điều này khiến cho Potiorek phải củng cố các vị trí quanh Lazarevac, thị trấn mà quân Áo-Hung muốn chiếm để sử dụng làm bàn đạp tấn công thành phố Kragujevac trong khi cánh phải của ông sẽ tiến xuống thung lũng Tây Morava. Potiorek tin rằng mình đang chiếm ưu thế đã lệnh cho quân mình truy đuổi lính Serbia thuộc Tập đoàn quân số 2 và số 3 và dự đoán hai tập đoàn quân số 1 và Užice sẽ được điều đến Beograd và Lazarevac, tại đó hai tập đoàn quân này sẽ bị bao vây tiêu diệt. Giao tranh ác liệt diễn ra tại ngoại ô Lazarevac kết thúc với việc lính Serbia nhiều lần đẩy lùi các cuộc tấn công của Áo-Hung dù thiếu đạn dược. Quân Serbia nhanh chóng cạn kiệt đạn pháo và thống chế Stepanović xin Bộ chỉ huy Tối cao cho pháo binh của Tập đoàn quân số 2 dời về tuyến sau do việc thiếu hỏa lực pháo làm cho binh lính dưới quyền ông mất tinh thần mà lại không hỗ trợ gì được cho việc phòng thủ Lazarevac. Putnik chỉ thị cho Stepanović vẫn phải giữ pháo binh ở lại và trấn an Stepanović rằng người Nga sẽ gửi đạn pháo đến. Stepanović tuy hoài nghi về việc tiếp vận của quân Nga nhưng vẫn tuân lệnh cấp trên.
Đến ngày 24 tháng 11, Potiorek tự tin dự đoán Serbia sẽ sớm bị đánh bại trong vài ngày tới cho nên bổ nhiệm Stjepan Sarkotić làm toàn quyền Serbia sau khi nước này bị chiếm. Bằng hỏa lực pháo liên tục, quân Áo-Hung đẩy xa quân Serbia ra khỏi Čovka và Vrače Brdo vào ngày 25 tháng 11. Một ngày sau, lính Áo-Hung dự tính vượt sông Kolubara tại điểm giao giữa sông này và sông Sava nhưng lính Serbia mau chóng phản công và gây ra thương vong đến 50% quân số Áo-Hung, buộc Áo-Hung phải dừng cuộc tấn công. Ngày 27 tháng 11, lính Serbia tái chiếm thành công Čovka và Vrače Brdo.

### Beograd thất thủ

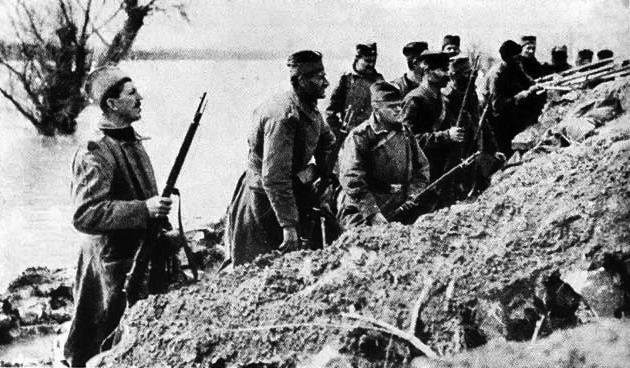
Lính Serbia trên đảo Ada Ciganlija, tại Beograd.

Mặc dù quân Serbia đã chống cự mạnh mẽ và gây nhiều thương vong cho đối phương, thống chế Putnik bắt đầu cảm thấy lo ngại là các phòng tuyến của mình đã bị kéo căng quá mức. Ông dự tính bắt đầu một cuộc rút lui chiến lược khác, trong đó có việc bỏ Beograd. Đêm ngày 26-27 tháng 11, Tập đoàn quân số 6 Áo-Hung tổng tấn công trên toàn tuyến và tiến ngày càng sâu hơn vào lãnh thổ Serbia. Không đủ sức phòng thủ trên tuyến phòng thủ đã quá dài, Bộ chỉ huy Tối cao Serbia quyết định bỏ Beograd. Thành phố được di tản vào ngày 29 và 30 tháng 11. Ngày 1 tháng 12, lính Áo-Hung tiến vào Beograd và ở Vienna một lần nữa nhiều cuộc ăn mừng lại diễn ra.
Những người dân Serbia cũng chạy theo quân đội và một lượng lớn người đã đổ về Niš, nơi mà tin Beograd thất thủ được đón nhận một cách rất bình thản, do đây là điều đã được dự đoán trước ngay từ đầu cuộc chiến. Albin Kutschbach, một nhân viên ngoại giao Đức tại Niš báo cáo số người tị nạn đến đây ngày càng đông và mặc dù nhiều người đã được đưa xuống phía nam, vẫn còn 60.000 người ở lại thành phố. Đức quốc cũng bày tỏ niềm vui với việc Beograd thất thủ và gửi điện mừng đến các nhà lãnh đạo Áo-Hung. Áo-Hung xác định rằng cuộc chiến với Serbia sẽ sớm chấm dứt và bắt đầu chuẩn bị cho việc chiếm đóng nước này. Vào ngày 2 tháng 12 năm 1914, ngày kỷ niệm 66 năm ngày đăng quang của hoàng đế Franz Joseph, Potiorek đã báo cáo với hoàng đế rằng ông đã "đặt các thị trấn và pháo đài Beograd dưới chân Bệ Hạ".

### Serbia tổng phản công
Cả Potiorek và Putnik đều nhận ra tuyến tiếp vận của Áo-Hung đã kéo dài quá xa. Do đó, vào ngày 1 tháng 12, Potiorek lệnh cho Tập đoàn quân số 6 Áo-Hung dừng lại để đợi Tập đoàn quân số 5 bảo đảm tuyến tiếp vận của nó phía đông đường xe lửa Valjevo, do đó toàn bộ các hoạt động quân sự của Áo-Hung dừng lại trong một thời gian ngắn. Chỉ huy trưởng Tập đoàn quân số 1 Serbia, tướng Mišić, nhân cơ hội đó cho lùi sâu đơn vị của mình 19 km từ tuyến đầu  và bào đảm binh lính dưới quyền mình có cơ hội nghỉ ngơi. Quân đội Serbia tập trung lại quanh núi Rudnik, nơi họ nhận được hàng tiếp vận mà các nước đồng minh đã hứa hẹn, thông qua tuyến đường sắt Niš–Salonika. Putnik giờ đây đã lấy lại niềm tin về việc quân đội của ông có thể tiến hành phản công. Ngày 2 tháng 12, ông hạ lệnh tổng phản công và thông báo cho các sĩ quan Serbia biết rằng mục đích của cuộc tổng phản công này nhằm làm tăng cường sĩ khí toàn quân. Vua Serbia, Peter I, dù đã 70 tuổi vẫn cầm súng trường tham gia chiến đấu trong cuộc tổng phản công. Cuộc phản công gây bất ngờ hoàn toàn cho Áo-Hung khi mà vào thời điểm Serbia phản công, Áo-Hung đang tổ chức một cuộc diễu binh lớn qua các đường phố Beograd. Giờ đây đến lượt các phòng tuyến Áo-Hung bị kéo căng quá mức và trong bối cảnh khi mà Potiorek mới chỉ bắt đầu củng cố cánh trái, các vị trí tuyến đầu phòng thủ cực kỳ lỏng lẻo. Potiorek biết rằng để giữ cho cục diện chiến trường không bị đảo chiều, ông phải ngăn không cho Tập đoàn quân số 1 Serbia đến được đường phân thủy giữa hai con sông Kolubara và Morava. Tuy nhiên Serbia đã phát hiện ra được điểm yếu cốt tử của Áo-Hung: lính Áo-Hung không hề được chuẩn bị cho việc chống phản công, nhất là khi họ đặt pháo binh ở quá xa tuyến đầu dẫn đến không thể pháo kích yểm trợ cho quân phòng thủ. Quân đội Serbia đã được nghỉ ngơi và tái tiếp vận tiến về hướng Beograd. Đêm ngày 2 tháng 12, Tập đoàn quân số 1 Serbia chọc thủng được phòng tuyến Áo-Hung và vào sâu vài km, bắt sống nhiều tù binh và gây thương vong lớn cho quân Áo-Hung. Trong khi đó, hai tập đoàn quân số 2 và số 3 chiếm được nhiều cao điểm quan trọng còn tập đoàn quân Užice gặp kháng cự mạnh nhưng cũng đẩy lùi được quân Áo-Hung.
Thành công bước đầu của cuộc phản công đã làm tăng sĩ khí của binh lính Serbia lên rất nhiều, đúng như mong đợi của Putnik. Quân đội Áo-Hung không đủ thời gian hồi phục khi Serbia lại tấn công vào sáng hôm sau nên đêm hôm đó đã buộc phải rút chạy. Ngày 6 tháng 12, đại sứ Anh tại Serbia thông báo chi chính phủ Anh rằng cuộc phản công của quân Serbia đang "diễn ra một cách tuyệt vời". Cũng trong ngày này, trung quân và sườn phải Áo-Hung tan vỡ, buộc binh lính của họ phải tháo chạy bỏ lại vũ khí. Tuy nhiên, Áo-Hung vẫn cố tăng cường sự kiểm soát quanh Beograd. Ngày 7 tháng 12, quân Áo-Hung tấn công sườn phải của quân Serbia tại ngoại ô thành phố.
Ngày 8 tháng 12, quân Áo-Hung rút chạy về the Užice và Valjevo. Quân Serbia đoán rằng quân Áo-Hung đã phải đào hào vững chắc nhưng trên thực tế quân Áo-Hung chưa hề xây dựng được bất kỳ hệ thống phòng thủ nào. Áo-Hung ra sức củng cố việc phòng thủ Valjevo bằng cả việc bố trí pháo binh tuy nhiên vì thiếu chuẩn bị trước nên các ngọn đồi bao quanh thị trấn không hề được phòng thủ kỹ. Quân Serbia nhận ra điều đó nên lần lượt đánh chiếm các ngọn đồi này và từ đó bao vây quân Áo-Hung mà chỉ chịu tổn thất nhỏ. Tập đoàn quân số 3 Serbia sau đó đã vượt qua phòng tuyến của Tập đoàn quân số 6 Áo-Hung tại núi Suvobor và tấn công Valjevo. Tại Niš, đại sứ Bulgaria tại Serbia báo cáo về nước: "Từ sáng nay, những tin tức khó tin nhất từ chiến trường đang lan truyền và như rót mật vào tai người Serbia." Theo đó, trong vòng ba đến bốn ngày, Serbia đã bắt sống một sĩ quan cấp tướng cùng 49 sĩ quan Áo-Hung khác và 20.000 lính Áo-Hung, cùng với chiếm được 40 khẩu đại bác và một lượng quân cụ khổng lồ. Vào ngày 9 tháng 12, các cuộc phản công của Áo-Hung quanh Beograd cũng thất bại và quân Áo-Hung buộc phải rút co cụm về trung tâm thành phố. Một người lính Áo-Hung phải thốt lên rằng: "Chúng tôi không thể tin rằng giờ đây người Serbia đang theo sát gót chúng tôi khi mà chúng tôi vừa mới là người chiến thắng." Ngày 10 tháng 12, lính Serbia chiếm được hạ lưu sông Drina, buộc phần lớn lính Áo-Hung còn sống sót phải tháo chạy qua sông. Lính Serbia truy kích cho đến khi đối phương vượt sông Sava và Danube đến được Banat tại Hungary. Chỉ một số ít lính Áo-Hung sống sót về được Bosnia.
Ngày 13 tháng 12, tướng von Frank báo cáo với Potiorek tình thế không cho phép quân Áo-Hung ở lại Beograd lâu hơn được nữa. Potiorek buộc lòng phải cho rút quân khỏi thành phố. Lính Áo-Hung rút khỏi Beograd ngày 14 và 15 tháng 12 và rút về nước nhờ sự yểm trợ của các tiền phong đỉnh trên sông Sava và sông Danube. Quân Serbia trở lại Beograd vào ngày 15 tháng 12 và chỉ sau một ngày đã giành lại hoàn toàn quyền kiểm soát thành phố.

## Kết quả
Trận đánh kết thúc với thắng lợi quyết định thuộc về Serbia. Một chỉ thị được Bộ chỉ huy Tối cao Serbia đưa ra ngày 16 tháng 12 đã tuyên bố: "Việc tái chiếm Beograd đã chính thức chấm dứt cuộc phản công vĩ đại và tuyệt vời của quân đội ta. Kẻ thù đã bị tấn công, bị phân tán, bị đánh bại và phải rời khỏi đất nước ta mãi mãi." Franz Conrad von Hötzendorf, Tổng tham mưu trưởng Quân đội Đế quốc Áo-Hung nói thất bại trước Serbia là một "cú sét từ phía nam". Áo-Hung hoàn toàn không đạt được bất kỳ một mục tiêu nào đặt ra trước trận đánh này: Serbia chưa bị loại khỏi vòng chiến, Bulgaria chưa chịu gia nhập Liên minh Trung tâm và không giữ được România ở thế trung lập. Các sử gia Áo-Hung kết luận thất bại về tay Serbia đã làm "suy giảm nghiêm trọng uy tín và sự tin tưởng đối với nền quân chủ nhị nguyên". Trận đánh này, giống như Trận Cer trước kia, giúp cho Serbia thu hút được sự chú ý của dư luận thế giới và nhiều người ngoại quốc đã đến nước này vào cuối năm 1914 để cùng chiến đấu với quân đội Serbia. Nhà báo Đức Maximilian Harden đã viết: "Serbia đã hồi sinh từ nấm mộ tại chiến trường Kosovo. Từ sông Kolubara, đất nước này đã có được dũng khí cho một trong những trận đánh vĩ đại nhất trong suốt thế kỷ."
Trong trận này thương vong của Áo-Hung là 225.000 người, bao gồm 30.000 người chết, 173.000 người bị thương và 41.000 cho đến 70.000 lính bị bắt làm tù binh.[c] Có đến 200 sĩ quan Áo-Hung bị bắt và Áo-Hung còn mất 130 khẩu đại bác, 70 súng máy hạng nặng và một lượng lớn quân cụ. Serbia cũng chịu thương vong nặng nề với 22.000 người chết, 91.000 người bị thương và 19.000 bị mất tích hoặc bị bắt làm tù binh. Báo chí phương Tây đã kinh hoàng chứng kiến những tội ác mà lính Áo-Hung gây ra cho thường dân Serbia, bao gồm cả phụ nữ và trẻ em. William Shepard, một nhà báo Mỹ, đã xác nhận mình tận mắt chứng kiến ít nhất 18 thị trấn bị bỏ lại hoàn toàn và toàn bộ vùng tây bắc Serbia gần như không còn người ở.
Đại tướng Mišić, chỉ huy trưởng Tập đoàn quân số 1 Serbia, được phong hàm Thống chế (Tiếng Serbia: vojvoda, вoјвода) sau trận đánh. Ngược lại tướng Potiorek bị cách chức tổng chỉ huy các lực lượng Áo-Hung tại Balkan vào ngày 22 tháng 12 vì đã để thất bại một cách nhục nhã. Quyết định này theo như được báo cáo đã khiến Potiorek tự sát. Chức vụ của ông được thay thế bằng Đại công tước Áo Eugen, người được kỳ vọng sẽ "đem lại ánh hào quang cho quân đội Habsburg như thời của vương công Eugen". Chỉ huy trưởng Tập đoàn quân số 5 Áo-Hung Liborius Ritter von Frank cũng bị cách chức và thay thế bằng Karl Tersztyánszky von Nádas, người nắm quyền chỉ huy Quân đoàn IV Áo-Hung trong Trận Cer. Hai tập đoàn quân số 5 và 6 của Áo-Hung được hợp nhất lại thành Tập đoàn quân số 5 với quân số 95.000 quân.
Tiểu thuyết "Một thời chết chóc" (Vrijeme smrti) của nhà văn Serbia Dobrica Ćosić được lấy bối cảnh xoay quanh trận đánh này. Tiểu thuyết này đã được chuyển thế thành một vở kịch sân khấu vào năm 1983, tên là "Trận Kolubara".

### Trích dẫn
1. ↑  Jordan 2008, tr. 16.
2. ↑  Từ Thiên Ân, Hứa Bình & Vương Hồng Sinh 2002, tr. 134
3. ↑  Strachan 2001, tr. 335.
4. ↑  Jordan 2008, tr. 17.
5. ↑  Palmer 2010, tr. 93.
6. ↑  Stevenson 2004, tr. 60.
7. 1 2  Stevenson 2004, tr. 59.
8. 1 2  Jordan 2008, tr. 20.
9. ↑  Tucker & Roberts 2005, tr. 605.
10. ↑  Glenny 2012, tr. 314.
11. ↑  Neiberg 2006, tr. 54.
12. ↑  Hall 2010, tr. 28.
13. 1 2  Jordan 2008, tr. 21.
14. ↑  Pavlowitch 2002, tr. 94.
15. ↑  Glenny 2012, tr. 316.
16. 1 2  Mitrović 2007, tr. 104.
17. ↑  Griffiths 2003, tr. 57.
18. ↑  Jordan 2008, tr. 29.
19. ↑  Strachan 2001, tr. 345.
20. ↑  Wawro 2014, tr. 315.
21. ↑  Wawro 2014, tr. 315–316.
22. 1 2 3  Wawro 2014, tr. 316.
23. 1 2 3  Mitrović 2007, tr. 70.
24. 1 2 3 4  Herwig 2014, tr. 110.
25. ↑  Cove & Westwell 2002, tr. 153.
26. 1 2  Wawro 2014, tr. 317.
27. 1 2  Wawro 2014, tr. 318.
28. ↑  Wawro 2014, tr. 318–319.
29. 1 2  Jordan 2008, tr. 33.
30. 1 2 3 4 5  Jordan 2008, tr. 34.
31. 1 2 3 4  Shrader 2005, tr. 643.
32. 1 2 3  Jordan 2008, tr. 35.
33. ↑  Mitrović 2007, tr. 70–71.
34. 1 2 3 4 5  Mitrović 2007, tr. 71.
35. ↑  Jordan 2008, tr. 35–36.
36. 1 2 3  Jordan 2008, tr. 36.
37. ↑  Jordan 2008, tr. 36–37.
38. 1 2  Jordan 2008, tr. 37.
39. 1 2 3 4 5  Jordan 2008, tr. 38.
40. 1 2 3 4 5 6 7  Herwig 2014, tr. 111.
41. 1 2 3 4  Jordan 2008, tr. 39.
42. 1 2  Hickey 2002, tr. 39.
43. 1 2 3 4  Jordan 2008, tr. 40.
44. ↑  Jordan 2008, tr. 40–41.
45. ↑  Jordan 2008, tr. 41.
46. 1 2 3 4 5  Mitrović 2007, tr. 72.
47. ↑  Jordan 2008, tr. 42.
48. ↑  Judah 2000, tr. 98.
49. ↑  Mitrović 2007, tr. 72–73.
50. ↑  Bataković & Popović 1989, tr. 192–193.
51. 1 2  Buttar 2014, tr. 312.
52. ↑  Wachtel 1998, tr. 203.
53. ↑  Jestrovic 2013, tr. 59.